# 참령
참령(參領)은 조선왕조 및 대한제국의 군대 계급 중 하나이다. 정위보다 높고 부령보다는 낮은 계급으로, 현재의 소령 계급에 해당한다.

## 역사
참령 계급이 설치된 것은 조선왕조 군대가 근대 국가의 군대 체계를 도입한 1894년(고종 31년) 12월이며, 기존의 여러 군영(부대)에 설치되었던 참령관(參領官) 명칭을 고려하여 정해졌다. 즉, 당시에는 오늘날과 같은 대(大), 중(中), 소(少)가 아닌 정(正), 부(副), 참(參) 글자를 앞에 붙여 정령, 부령, 참령, 정위, 부위, 참위 같은 방식으로 각각의 계급 명칭을 정하였다.

## 기타
참령 계급은 대한민국 임시정부의 광복군에도 그대로 채택되었고, 대한민국 해방 직후인 국방경비대에서도 사용되다가 1946년 12월 1일에 소령으로 개칭되었다. 또 대한제국 시기의 구세군을 계승한 현재 구세군 대한본영에서도 참령 계급을 계속 사용하고 있다.